# Au cœur de l'Ardoise
Au cœur de l'Ardoise est une ancienne mine belge d'ardoise, l'ardoisière de la Morépire (Pierre noire), transformée en musée, située à Bertrix en province de Luxembourg.

## L’origine géologique de l’ardoisière
Le schiste est une roche sédimentaire et métamorphique, constituée de sédiments argileux de la période dévonienne.
Les sédiments érodés se sont déposés horizontalement il y a 400 millions d'années dans une cuvette marine sur le socle calédonien. Ces couches de roches ont ensuite été plissées lors de l'orogenèse hercynienne, ce qui explique qu'elles sont inclinées aujourd'hui à 45°, ce que nous pouvons observer dans l'ardoisière de la Morepire aujourd'hui.
La carrière du Babinay exploite encore aujourd'hui du schiste provenant de cette veine de 100 km de long parcourant l'Ardenne. Ce schiste contient parfois de la pyrite qui ponctue la roche de petits points dorés et brillants, l’« or des fous ».
Le schiste est une roche cohérente, aux grains fins ; elle est imperméable et solide grâce à la silice, ce qui a permis d'en faire des ardoises pour couvrir les toits.

## La mine
Contrairement à d'autres mines d'ardoise, ici l'exploitation du schiste se faisait de bas en haut.
Dans un gisement orienté est-ouest et incliné à 45°, près de 400 m de galeries ont été creusées. La température de fond de 10° est constante, avec un taux d'humidité très élevé.
L'ardoisière de la Morépire a appartenu à la famille Pierlot, dont est issu Hubert Pierlot (Premier ministre et ministre d'Etat) et établie au château de Cugnon . 
L'ardoisière a cessé ses activités en 1976.

## Le musée
Le musée a ouvert ses portes en 1996 et fait partie du "Domaine de la Morépire".

La visite permet une descente à 25 m sous terre.

Des bornes multilingues diffusent un audioguidage, tandis que la sécurité est garantie par des parlophones et des caméras.

Depuis avril 2010, un nouvel escalier et deux nouvelles salles ont été ouvertes aux visiteurs.

Suivant une recette originale, une bière est brassée au nom de la mine, la Morépire.
Le site est accessible en transports en commun avec les TEC, depuis l'arrêt Orgeo Les Ardoisières - Musée qui est desservi en semaine par le bus 163a Bertrix (gare) - Muno - Lambermont.

## Les sites ardoisiers d'Herbeumont-Bertrix
Le ruisseau de Moraipire est un affluent du ruisseau d'Aise, lui-même affluent de la Semois. Plusieurs carrières se sont installées le long du ruisseau d'Aise entre Saint-Médard (Herbeumont) et Mortehan (Bertrix). D'amont en aval, on trouve dans la vallée d'Aise : les ardoisières du Petit Babinay, du Grand Babinay, de la Morépire, du Prigeai et des Anciennes Carrières, de la Maljoyeuse, des Collards, de la Goutelle Husson, de Wilbauroche et de Linglé. Sur la carte no 162 de l'atlas de Ferraris de 1777 est déjà indiqué "Carrières d'Ardoises" à côté du "Moulin de Herbeumont". Il s'agit des ardoisières de la Maljoyeuse, du Prigeai et des Anciennes Carrières.

## Galerie de photos

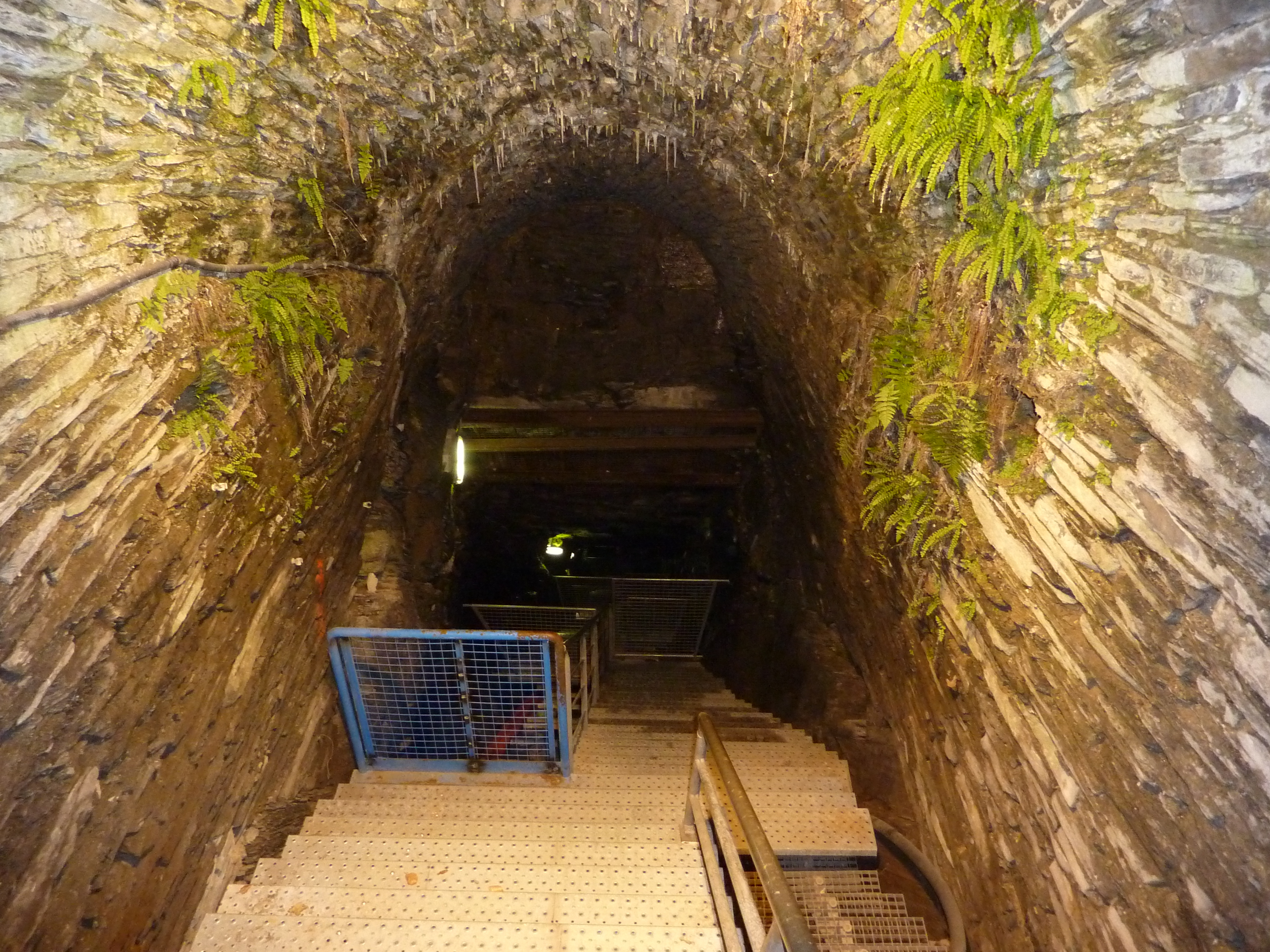
L'entrée de la mine
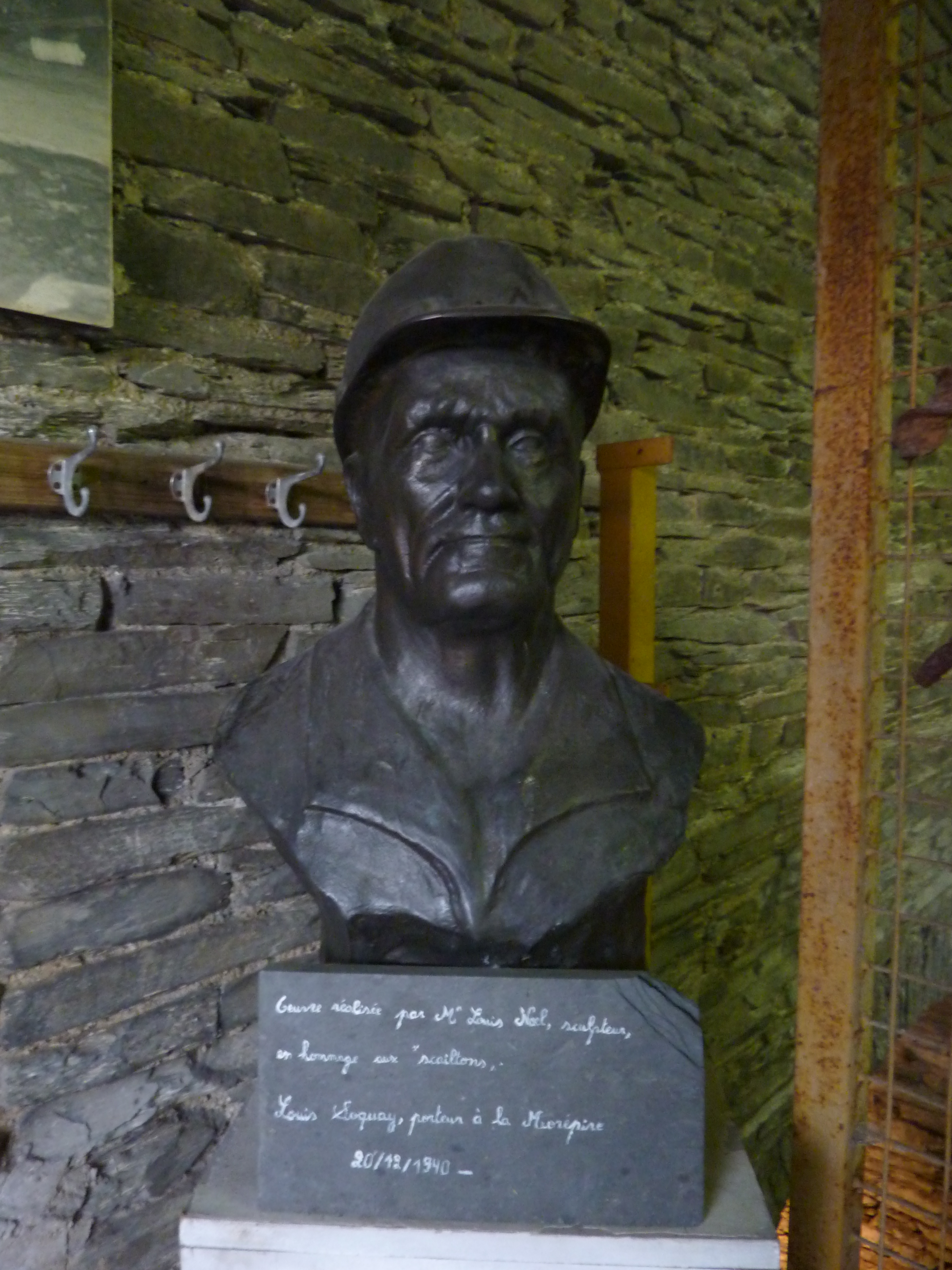
Buste d'un ancien "scailton"